# 仁川富平警察署
仁川富平警察署（インチョンプピョンけいさつしょ）は、仁川地方警察庁所管の警察署である。

## 管轄区域
- 富平区（仁川三山警察署の管轄区域を除く）

## 沿革
- 1945年10月21日 - 富平警察署として開署。
- 1982年5月1日 - 富川警察署（現：富川素砂警察署）開署に伴い富川市内の支署を移管。
- 1982年7月24日 - 現在の庁舎が完成
- 1990年7月19日 - 西部警察署（現：仁川西部警察署）開署に伴い10派出所を移管。
- 1994年1月22日 - 桂陽警察署（現：仁川桂陽警察署）開署に伴い4派出所移管。
- 2001年12月27日 - 仁川富平警察署に改称。
- 2007年10月30日 - 仁川三山警察署開署に伴い2地区隊移管。

## 組織
- 警務課
- 生活安全課
- 警備交通課
- 刑事課
- 捜査課
- 情報保安課
- 女性青少年課

## 管轄地区隊
- 駅前地区隊
- 銅岩地区隊
- 鉄馬地区隊

## 管轄派出所
- 富平2派出所
- 白雲派出所
- 清川派出所